# Клинтън-Колдън
Езерото Клинтън-Колдън (на английски: Clinton-Colden Lake) е 9-о по големина езеро в Северозападни територии на Канада. Площта му, заедно с островите в него е 737 км2, която му отрежда 58-о място сред езерата на Канада. Площта само на водното огледало без островите е 596 km². Надморската височина на водата е 375 m.
Езерото се намира в североизточната част на Северозападните територии на Канада, на 137 km североизточно от залива Маклауд на Голямото Робско езеро, между езерата Ейлмър на запад и Артилери на юг, като с Ейлмър го свързва широк проток и двете езера се на една и съща надморска височина. Дължина от северозапад на югоизток 51 km, а максимална ширина от югозапад на североизток – 26 km.
Ейлмър има силно разчленена брегова линия, с множество заливи, полуострови, канали и острови с площ от 38 km².
През езерото от запад, от езерото Ейлмър се влива река Локхарт, която след като премине през езерото изтича от южния му ъгъл, преминава през езерото Артилери се влива в залива Маклауд на Голямото Робско езеро.
Първоначалното откриване на езерото според общоприетата версия се приписва на Самюъл Хиърн, служител на компанията „Хъдсън Бей“ през 1771 г. по време на похода му на север към река Копърмайн.
Вторичното, истинско откриване на Ейлмър е извършено на 24 август 1833 г. от английския военен моряк и пътешественик Джордж Бак.